# Jozīnān
Jozīnān (persiska: جزینان) är en ort i Iran.   Den ligger i provinsen Alborz, i den norra delen av landet, 80 km nordväst om huvudstaden Teheran. Jozīnān ligger 2 034 meter över havet och antalet invånare är 363.
Terrängen runt Jozīnān är huvudsakligen kuperad, men norrut är den bergig.Runt Jozīnān är det ganska tätbefolkat, med 86 invånare per kvadratkilometer. Närmaste större samhälle är Kalīnak, 4,8 km sydväst om Jozīnān. Trakten runt Jozīnān består i huvudsak av gräsmarker.